# Clathria hymedesmioides
Clathria hymedesmioides är en svampdjursart som beskrevs av van Soest 1984. Clathria hymedesmioides ingår i släktet Clathria och familjen Microcionidae. Inga underarter finns listade i Catalogue of Life.